# 南印第安湖
南印第安湖（Southern Indian Lake）是加拿大的湖泊，位於該國中部，處於哈德森灣以西300公里，由曼尼托巴省負責管轄，長146公里，面積2,015平方公里，島嶼面積232平方公里，海拔高度254米，平均水深9.8米，最大水深30米，蓄水量23.4立方公里。